# Henri Guisan

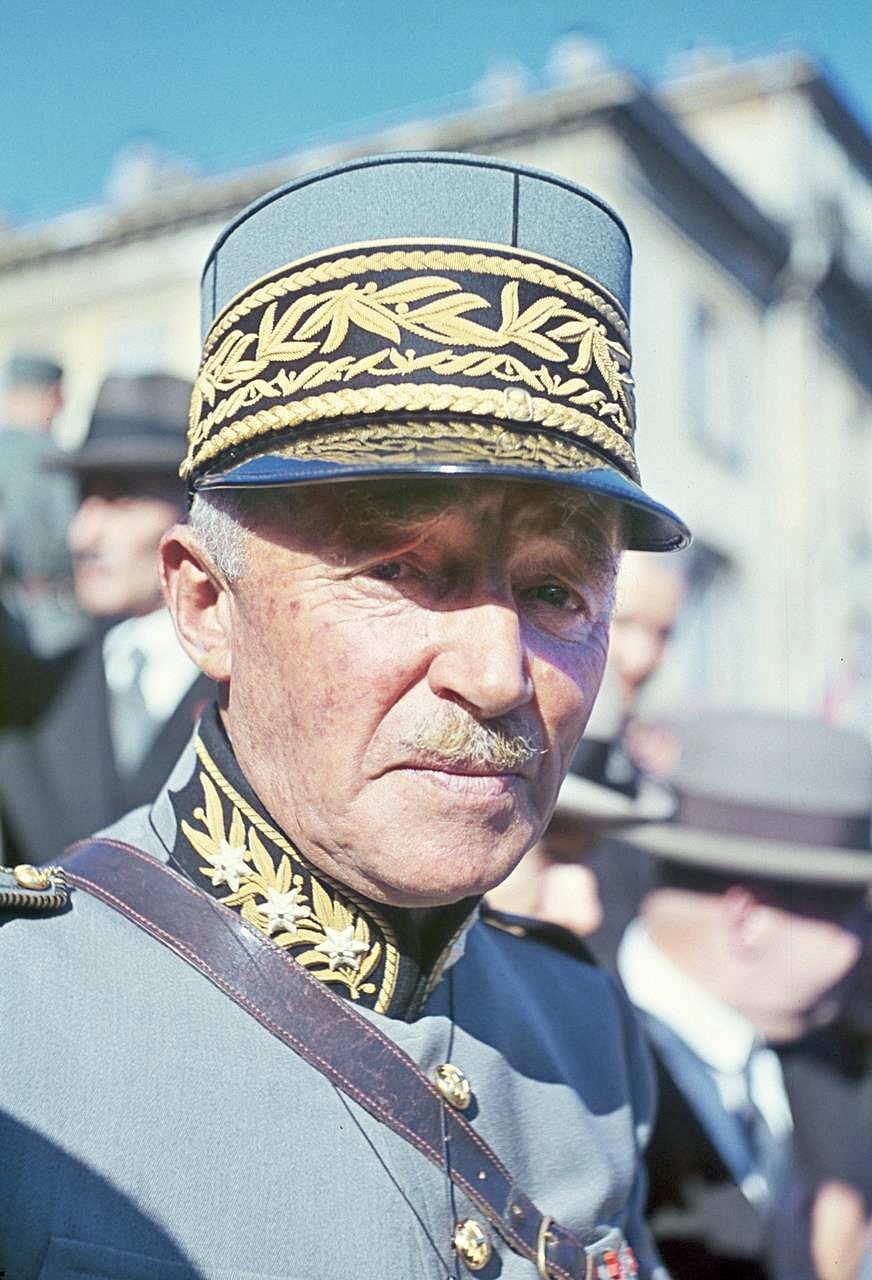
General Henri Guisan (um 1942)

Henri Guisan (* 21. Oktober 1874 in Mézières; † 7. April 1960 in Pully) war während des Zweiten Weltkriegs General und damit Oberbefehlshaber der Schweizer Armee.

## Biografie

### Herkunft, Jugend und Studium
Henri Guisans Vater Charles-Ernest Guisan (1844–1916) war Landarzt. Seine Mutter Louise-Jeanne Bérangier (1849–1875), die lungenkrank war, starb zehn Monate nach seiner Geburt. Mit zehn Jahren ging Guisan auf das Progymnasium in Lausanne, wo er dem der Schule angegliederten Corps des Cadets angehörte. Später wurde er Mitglied des Schweizerischen Zofingervereins. Um sein Deutsch zu verbessern, wurde er für sechs Monate nach Deutschland geschickt. Nach seiner Rückkehr absolvierte er die Matura und begann ein Medizinstudium. Da ihm Medizin nicht zusagte, wechselte er über Naturwissenschaft und Recht auf ein landwirtschaftliches Studium, welches er dann in Lyon beendete.

### Militärische Laufbahn

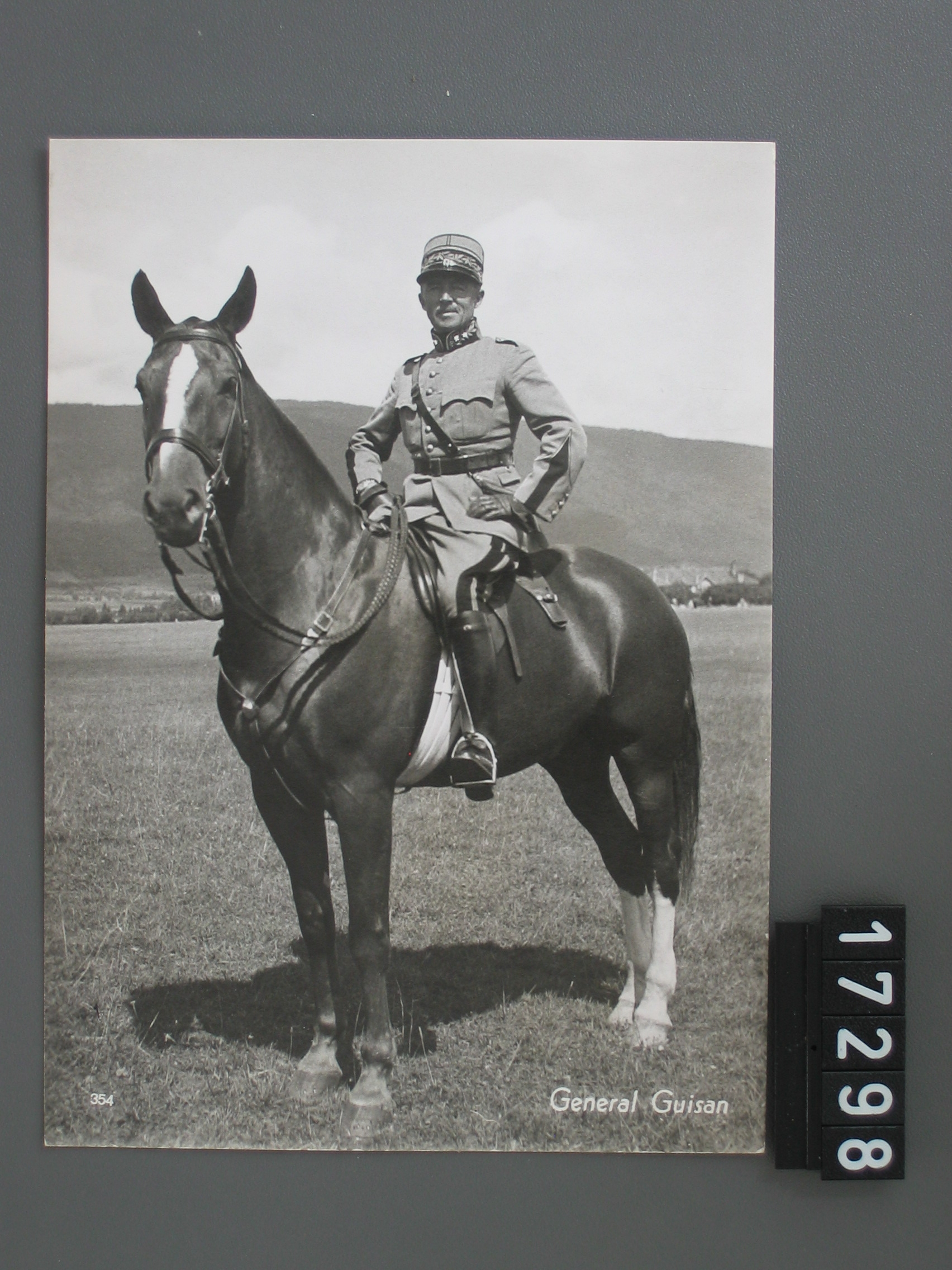
Postkarte vom 3. Februar 1940

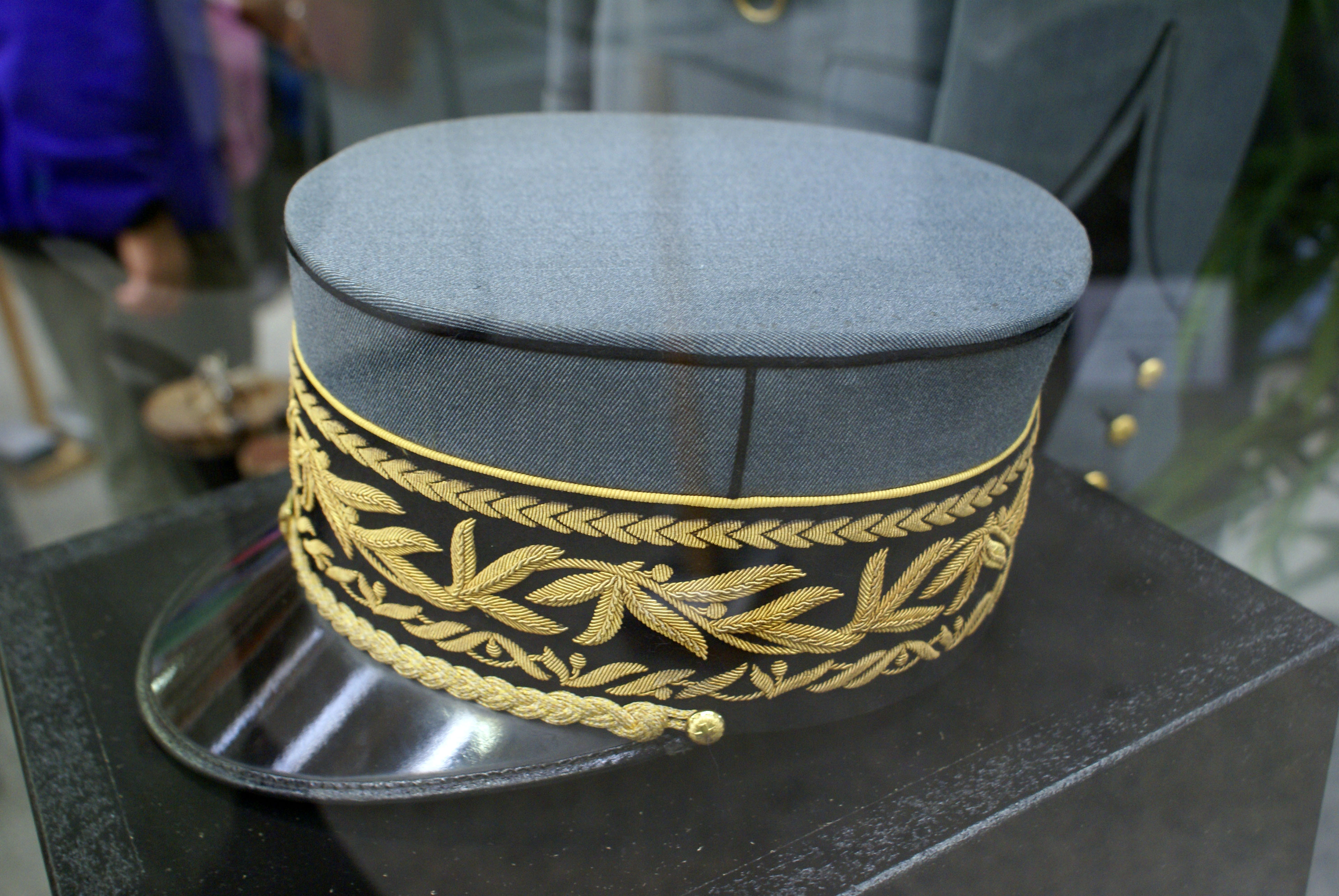
Uniformkäppi von General Guisan

Am 13. Dezember 1893 wurde Henri Guisan der Kavallerie zugeteilt, konnte aber die Sommer-Artillerierekrutenschule 1894 in Bière als Feldartillerist absolvieren. In der Folge machte er im Militär eine steile Karriere. Bis zum Ersten Weltkrieg erreichte er den Grad eines Majors. Während des Krieges war er mehrmals an der deutschen Ostfront, um Kriegstaktik zu erlernen.
Er bekleidete in der Schweizer Armee folgende Dienstgrade:
- ab 1894: Leutnant
- ab 1904: Hauptmann
- ab 1908: Hauptmann im Generalstab
- ab 1911: Major; Übertritt von der Feldartillerie in die Infanterie
- ab 1916: Oberstleutnant im Generalstab
- ab 1919: Stabschef der 2. Division, Kommandant des Infanterieregiments 9
- ab 1921: Oberstbrigadier
- ab 1927: Oberstdivisionär
- ab 1932: Oberstkorpskommandant

Oberstbrigadier, Oberstdivisionär und Oberstkorpskommandant sind historische Dienstgrade. Die Bezeichnung «Oberst-» bei den höheren Stabsoffizieren wurde 1977 fallen gelassen.

### IOK
In den 1930er-Jahren war Guisan auch im Internationalen Olympischen Komitee tätig.

### Privates
1897 heiratete er Mary Doelker (1875–1964) und liess sich als Landwirt in Chesalles-sur-Oron nieder. Das Ehepaar hatte die Kinder Henry (1899–1990) und Myriam (1900–1993). 1902 übernahm er das Landgut seines Schwiegervaters Verte Rive in Pully bei Lausanne. Guisan war Bürger von Avenches und Mézières.

### Tod
Am 7. April 1960 verstarb Henri Guisan. Zur Trauerfeier am 12. April siehe unter Ehrungen. Er wurde in Pully beigesetzt.

## General

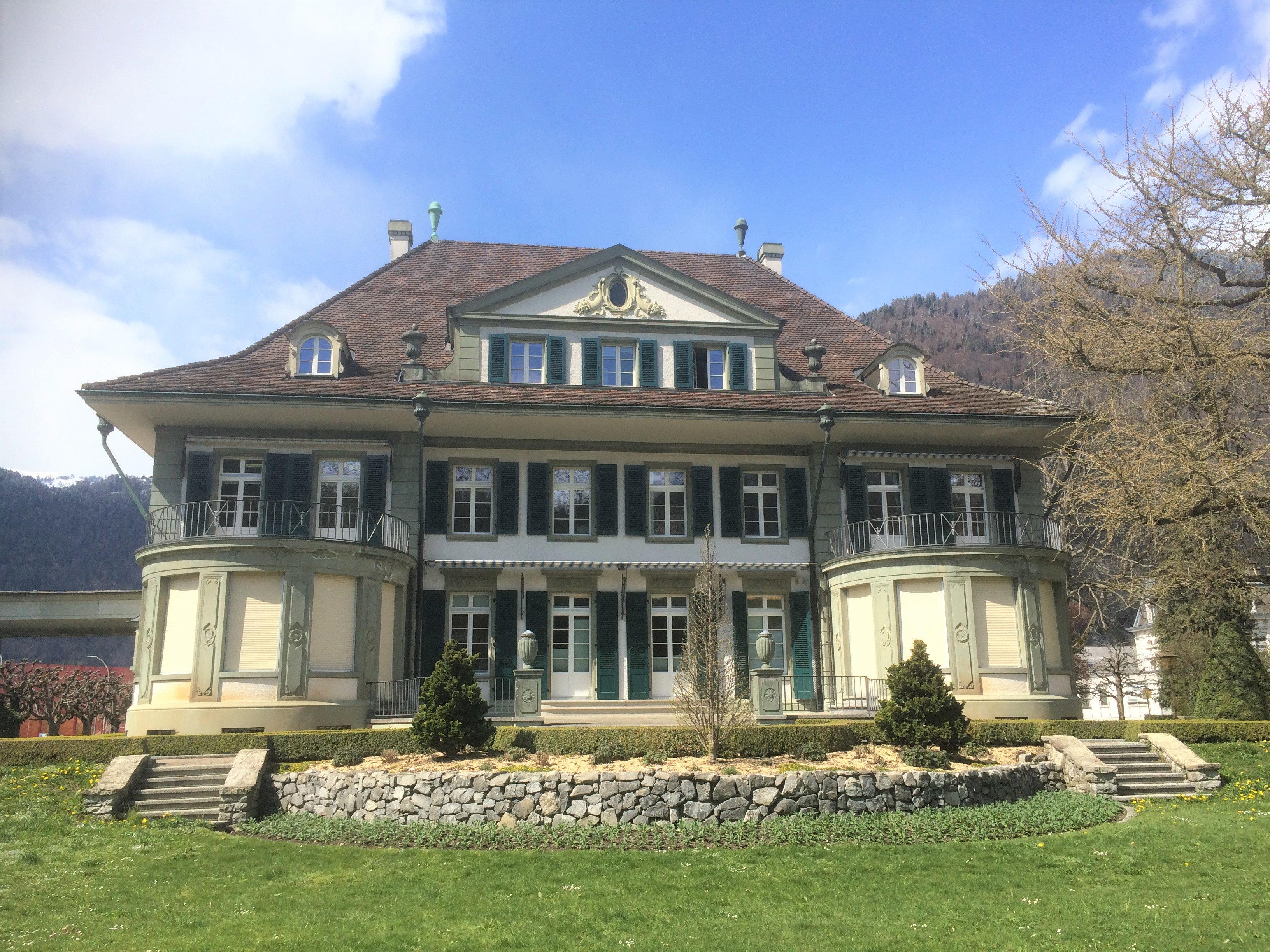
Villa Cranz, Interlaken, Quartier des Generals 1941–1944

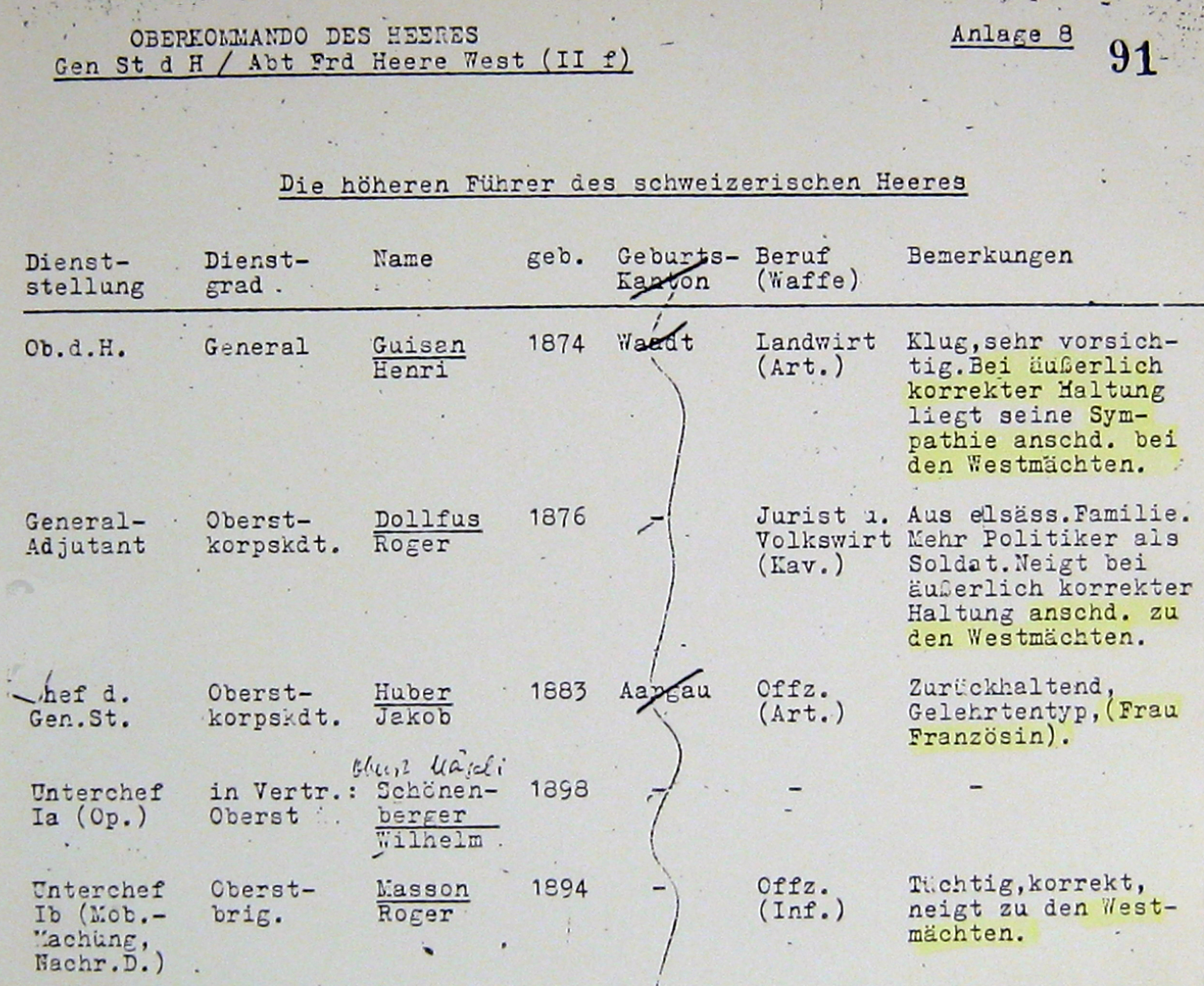
Einschätzung der deutschen Wehrmacht zur Person Guisan

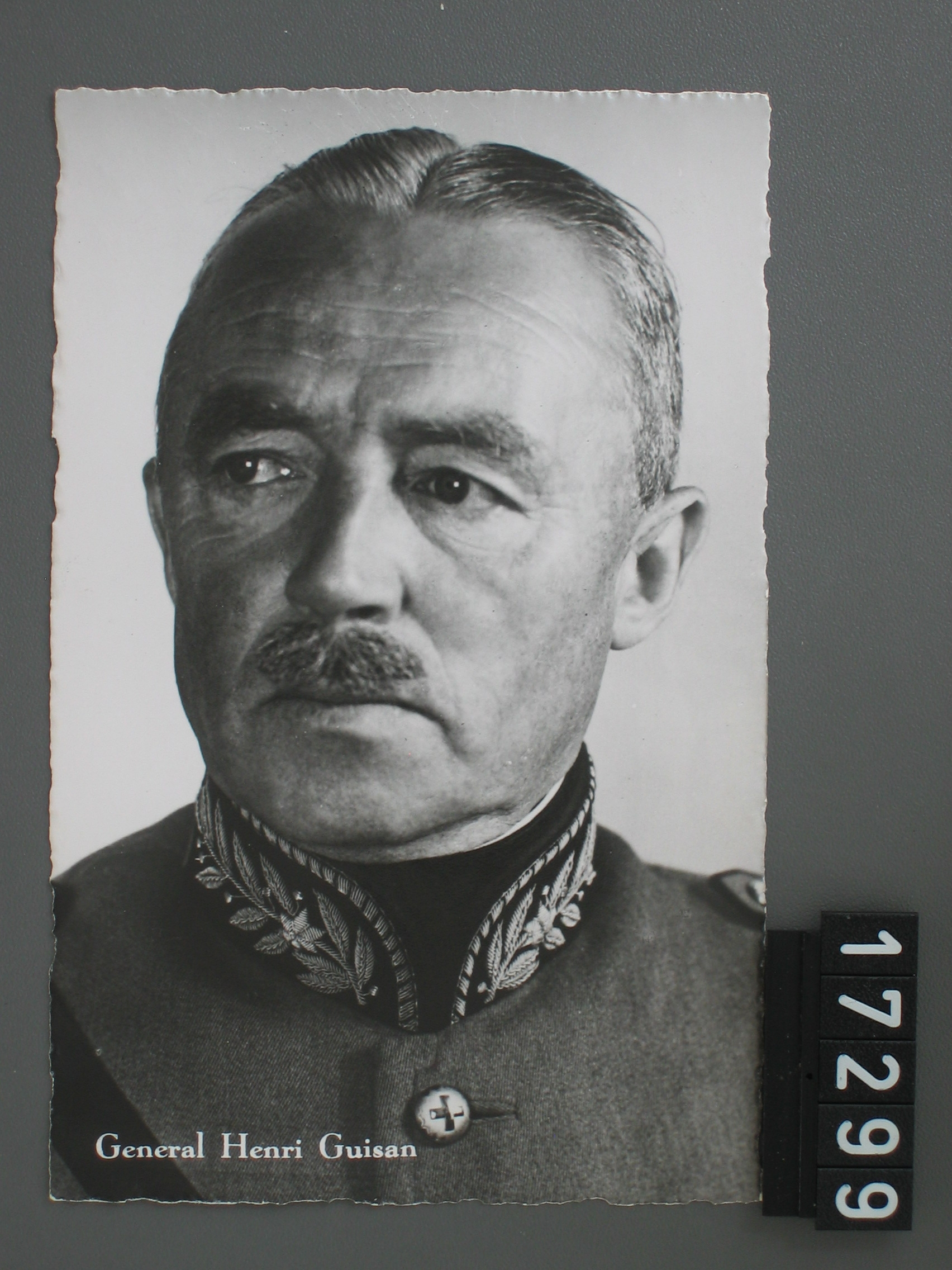
Guisan auf einer Postkarte vom 12. September 1939

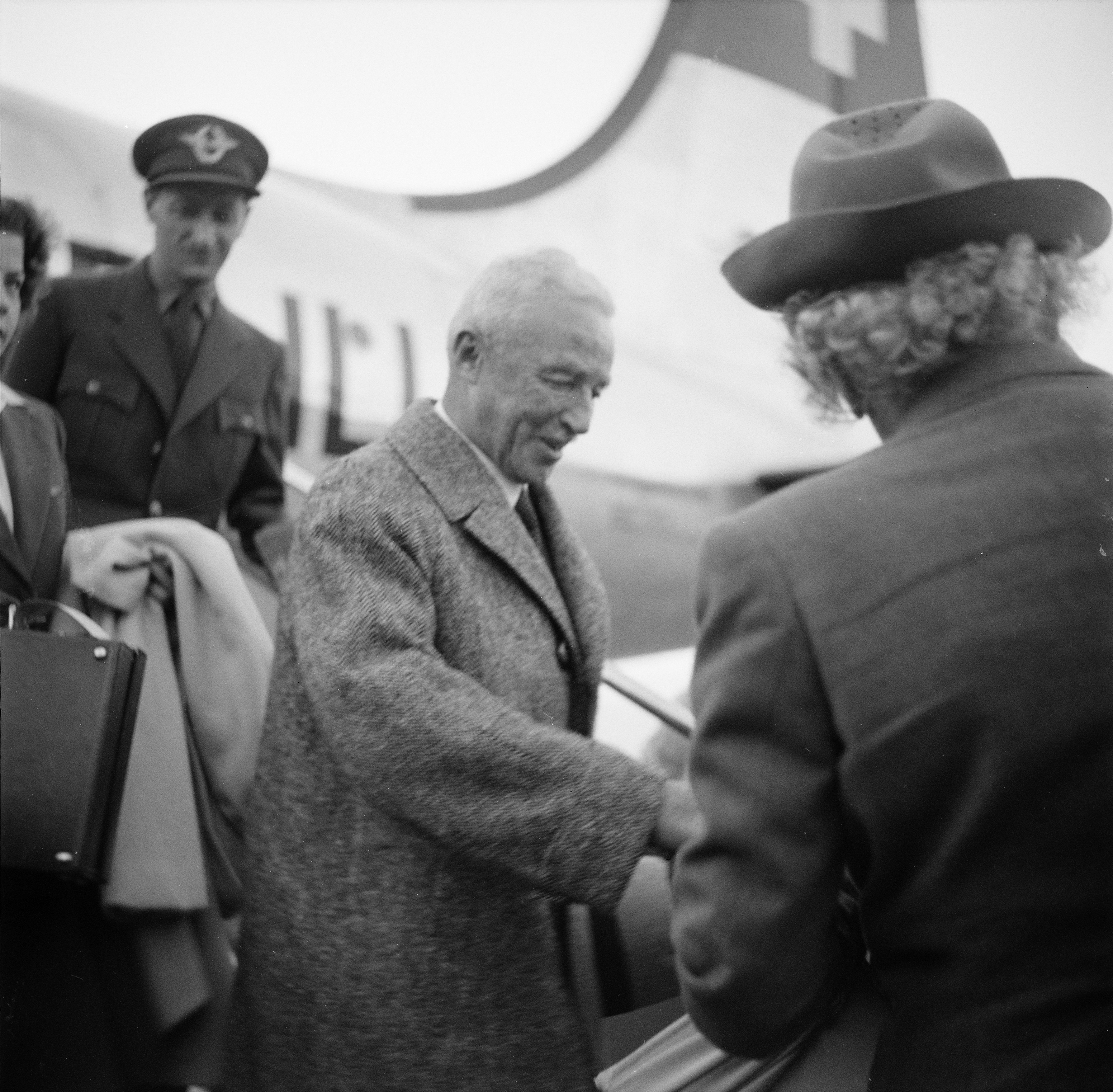
Guisan in ziviler Kleidung ca. 1947/48 beim Ausstieg aus einer Swissair-Maschine in Genf-Cointrin

Als sich im Sommer 1939 die Lage in Europa zuspitzte, wurde der Korpskommandant Guisan am 30. August 1939 von der Vereinigten Bundesversammlung zum General der Schweizer Armee gewählt – ein militärischer Dienstgrad, den es in der Schweizer Armee in Friedenszeiten nicht gibt. Auf Grund seiner unbestrittenen Fähigkeiten und weil überdies der französischsprachige Landesteil damals in der Regierung nur mit einem Bundesrat vertreten war, wurde Guisan auf Anhieb mit 204 von 229 gültigen Stimmen gewählt. Guisan wurde dabei stark von seinem Freund Rudolf Minger unterstützt, dem damaligen Chef des Eidgenössischen Militärdepartements (Verteidigungsminister).
Aufgrund von Guisans Operationsbefehl Nr. 2 vom 4. Oktober 1939 bezog das Gros der Schweizer Armee die Limmatstellung, um einen Angriff aus dem Norden und eine Umgehung der Maginotlinie durch die Schweiz aufhalten zu können. Diese Armeestellung war einseitig gegen Deutschland gerichtet. Neutralitätsrechtlich hätte die Schweiz auch die Westgrenze gegen Frankreich in gleicher Weise besetzen müssen, dazu fehlten jedoch die Truppen.
Mit dem Plan H, einer geheimen Vereinbarung zwischen der französischen und schweizerischen Armee zur Besetzung der vorbereiteten Verteidigungsstellung auf dem Gempenplateau durch französische Truppen, wollte man verhindern, dass die deutsche Wehrmacht die französische Maginotlinie durch die Schweiz hindurch umgehen konnte. Das Abkommen war insofern neutralitätsrechtlich korrekt, weil kein Automatismus bestand und die französischen Truppen erst nach einem deutschen Angriff und einem bundesrätlichen Hilfsgesuch in Marsch gesetzt worden wären.
Während des Kriegs verstand es Guisan immer wieder, den Wehrwillen der Schweizer Soldaten und der Bevölkerung zu stärken. Im Gegensatz zur damaligen Gepflogenheit suchte General Guisan auch auf zahlreichen Truppenbesuchen den Kontakt zum einfachen Soldaten und zu den Kommandanten der unteren Ränge. So bestellte er alle Kommandanten ab Stufe Truppenkörper (Bataillon und Abteilung) am 25. Juli 1940 an seinen Rapport auf dem Rütli (Rütlirapport), wo er die Réduit-Strategie ankündigte. Am 1. August hielt er dann eine landesweit in den Sprachen der Schweiz ausgestrahlte Radioansprache, um den Willen der Bevölkerung zur Verteidigung zu erneuern: «Könnten wir Widerstand leisten?» Eine Woche nach dem 25. folgte ein grossangelegter Inspektionsbesuch auf dem heutigen Guisanplatz bei Arosa. Zusätzlich rief er die Aufklärungsorganisation Heer und Haus ins Leben.
Am 19. August 1945 wurde das Ende des Aktivdienstes mit einer militärischen Zeremonie auf dem Bundesplatz in Bern gefeiert, 1000 offizielle Gäste waren geladen. Dabei verabschiedete Guisan sich von seiner Truppe. Gegen Abend fand bei Guisans Kommandoposten im Schloss Jegenstorf ein letzter Armeerapport statt, bei dem er zu rund 400 Offizieren sprach. Der Aktivdienst und Guisans Dienst endeten offiziell am folgenden Tag.
1946 legte Guisan seinen 270-seitigen Bericht an die Bundesversammlung über die Zeit des Aktivdienstes vor. Im Januar 1947 erschien im Bundesblatt eine ausführliche Stellungnahme (108 Seiten) des Bundesrates zu Guisans Abschlussbericht.

## Rezeption

### Ehrungen

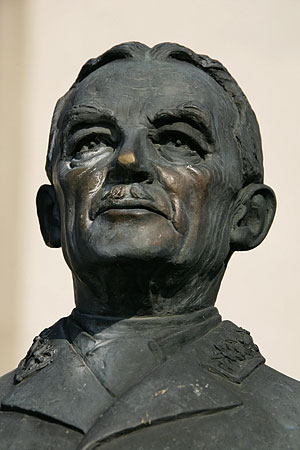
Denkmal für Guisan in Avenches

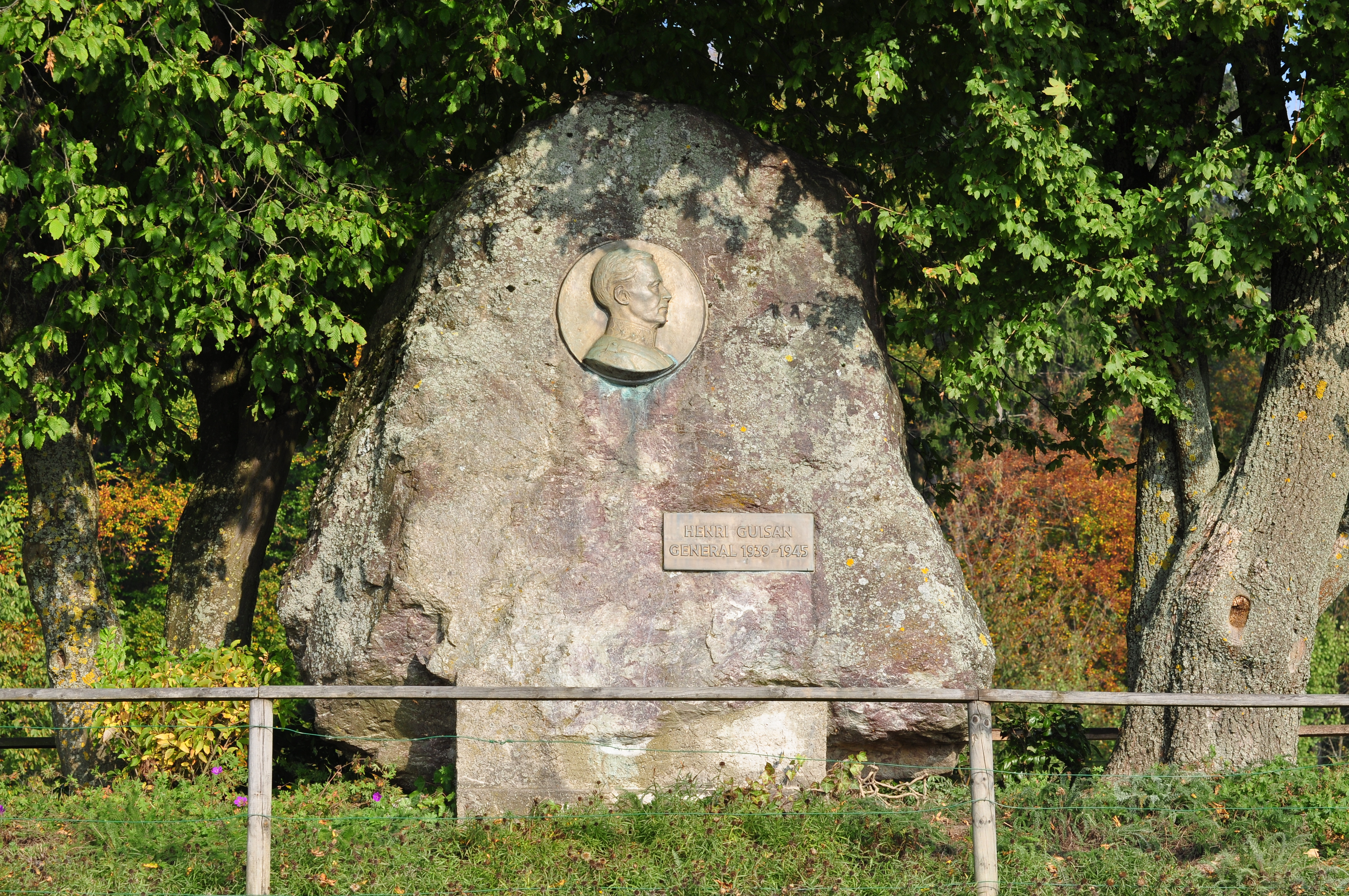
Denkmal auf der Allmend in Zollikon

Die Trauerfeier für Guisan am 12. April 1960 war ein eigentliches Staatsbegräbnis, welches in der Eidgenossenschaft so gar nicht vorgesehen ist. Im ganzen Land läuteten um 13:30 Uhr die Kirchenglocken, und circa 300'000 Personen erwiesen Guisan neben dem Gesamtbundesrat, vielen ehemaligen Bundesräten und weiteren Honorablen die letzte Ehre.
Noch heute erinnern neben vielen Strassen, Plätzen, Gedenksteinen oder Reiterdenkmalen auch die in älteren Wirtschaften an der Wand hängenden Porträtfotografien an General Guisan.
Nach Guisan benannt wurden die Kaserne auf dem Waffenplatz Bern sowie eine in Bure im Kanton Jura. Ebenfalls nach ihm benannt ist der Asteroid (1960) Guisan.
Guisan selbst hielt öffentliche Anerkennung für vergänglich. Bei seinem letzten Armeerapport sagte er zu seinen Offizieren: «Wenn auch die öffentliche Meinung Ihre Verdienste um die Erhaltung der Freiheit heute noch würdigt, kann doch diese Anerkennung bald verblassen.»

### Historische Einordnung
Guisan erklärte im Juli 1940: «Solange in Europa Millionen von Bewaffneten stehen und solange bedeutende Kräfte jederzeit gegen uns zum Angriff schreiten können, hat die Armee auf ihrem Posten zu stehen.» Die Generation der Zeitzeugen (Arbeitskreis Gelebte Geschichte) und die traditionellen Historiker (Walther Hofer, Herbert Reginbogin, Jürg Stüssi-Lauterburg) sind sich einig, dass Guisan und der Réduit-Strategie das Hauptverdienst zukommt, Hitler von einer Besetzung der Schweiz abgehalten zu haben. Das Kleine Orientierungsheft Schweiz des Oberkommandos des deutschen Heeres vom 1. September 1942 bestätigt aus Gegnersicht: «Die Entschlossenheit von Regierung und Volk, die schweizerische Neutralität gegen jeden Angreifer zu verteidigen, steht bisher ausser Zweifel.»
Bundesrat Hermann Obrecht hatte am 15. März 1939 erklärt: «Wir Schweizer werden nicht […] ins Ausland wallfahrten gehen.» Dieser Ausspruch besagte, dass kein Schweizer Politiker oder Militär nach Nazi-Deutschland reisen werde und die Schweiz nie zur Kollaboration bereit sein werde. Auch nach dem Bekanntwerden von Guisans Kontakten mit französischen und deutschen Militärs bestand für das Schweizer Volk kein Zweifel an Guisans Willen, die schweizerische Unabhängigkeit mit allen Mitteln zu verteidigen. Guisans Réduit gab den Schweizern das Gefühl, auch aus eigener Kraft den Krieg glücklich überstanden zu haben.
Unter dem Einfluss der 68er-Generation wurden auch die Wichtigkeit Guisans und der Mythos, der sich um seine Person rankt, durch Historiker wie Jakob Tanner und Hans Ulrich Jost in Frage gestellt und die Bedeutung des Réduits relativiert. Eine Rolle spielte um diese Zeit herum und später auch, dass sehr viele wichtige Dokumente der Kriegszeit erst damals, nach einer 35-jährigen Sperrfrist, der Forschung zugänglich wurden. Und auch der erste Guisan-Biograph, der Bundesarchiv-Akten verwendete, Willi Gautschi, relativierte die Leistung des Rütli-Rapports insofern, als er auf die unmittelbar danach folgende Anregung des Generals an den Bundesrat verwies, eine diplomatische Vermittlungs-Mission nach Berlin zu entsenden – was die Landesregierung jedoch ablehnte.
Im Bergier-Bericht waren die militärischen Sachzwänge, das Réduit und der General kein Forschungsthema. Man forschte über die wirtschaftliche Kooperation und die Frage, ob Hitler ohne die Schweizer Wirtschaft keinen Krieg hätte führen können. Der Schlussbericht besagt gemäss Interpretation von Markus Somm, dass der Beitrag der schweizerischen Wirtschaft an die deutsche Kriegswirtschaft vernachlässigbar gewesen sei.
Der Autor der aktuellen Guisan-Biografie, Markus Somm, geht davon aus, dass Guisan ab Frühling 1942 im Bilde gewesen sein dürfte, was im Osten den Juden von Deutschen angetan wurde. Für die Flüchtlingspolitik war allerdings der Bundesrat verantwortlich, während Guisan für die Sicherheitslage zuständig war. Für Guisan stand auch in der Lösung der Flüchtlingsfrage die Rücksicht auf die Sicherheit des Landes an erster Stelle. Nach dem Fall Frankreichs mussten zusätzlich zu den zivilen Flüchtlingen rund 50'000 besiegte Franzosen, Polen und Nordafrikaner interniert, ernährt und militärisch bewacht werden. Trotzdem urteilte Guisan zu jener Zeit differenziert: «Es ist klar, dass die Frage der Kinder anders beurteilt werden muss, als jene der erwachsenen Zivilflüchtlinge.»
Hinsichtlich der politischen Haltung Guisans sagte Markus Somm in einem Interview: «Es gab im Bürgertum Kräfte, die der Meinung waren, man müsse die revolutionär denkende politische Linke stoppen, sie propagierten dazu einen sogenannten Ständestaat. Das Parlament hätte eine weniger einflussreiche Rolle gespielt, und von einem mächtigen Bundespräsidenten träumte man. Auch Guisan erlag diesem Zeitgeist.»

## Publikationen
- Bericht an die Bundesversammlung über den Aktivdienst 1939–1945. Lausanne/Bern 1946.
- Gespräche. Zwölf Sendungen von Radio Lausanne, geleitet von Major Raymond Gafner. Mit einem Vorwort von alt Bundesrat Rudolf Minger. Scherz, Bern 1953.